# Luigi del Liechtenstein
Luigi del Liechtenstein (nome completo in tedesco Alois Philipp Maria; Zurigo, 11 giugno 1968) è il principe ereditario del Liechtenstein dal 1989.
Il 15 agosto 2004 è stato nominato reggente da suo padre Giovanni Adamo II, che è rimasto a capo dello stato solo formalmente affidandogli l'esercizio dei diritti sovrani principeschi.

## Biografia

### Giovinezza ed educazione
Dopo aver compiuto gli studi primari a Vaduz, ha frequentato la Reale accademia militare di Sandhurst e servito per sei mesi, come ufficiale dell'esercito britannico, nelle Coldstream Guards di stanza a Hong Kong e a Londra. Successivamente, ha ripreso nuovamente gli studi all'Università di Salisburgo, dove ha conseguito la laurea magistrale in giurisprudenza nel 1993.

### Matrimonio
Il 3 luglio 1993, nella chiesa di San Florino (in seguito cattedrale) di Vaduz, Luigi ha sposato la duchessa in Baviera e principessa di Baviera Sofia, che da allora ha assunto il titolo di principessa ereditaria del Liechtenstein e contessa di Rietberg.   

### Attività dinastiche
Ha lavorato fino al 1996 in una società di valutazione e controllo londinese, prima di far ritorno in patria per dedicarsi all'amministrazione delle finanze paterne. Luigi è stato uno dei firmatari, con il padre, della Costituzione del Liechtenstein del 1990.
Il suo coinvolgimento nella gestione politica del principato è aumentata progressivamente nel tempo fino a quando, nel 2004, è stato nominato reggente del principato (Stellvertreter des Fürsten) assumendone de facto la guida.

## Discendenza
Luigi e Sofia di Baviera hanno quattro figli:  
- il principe Joseph Wenzel Maximilian Maria del Liechtenstein, conte di Rietberg (Londra, 24 maggio 1995);
- la principessa Maria Carolina Elisabetta Immacolata del Liechtenstein, contessa di Rietberg (Grabs, Canton San Gallo, 17 ottobre 1996);
- il principe Georg Antonius Costantin Maria del Liechtenstein, conte di Rietberg (Grabs, 20 aprile 1999);
- il principe Nicolaus Sebastian Alexander Maria del Liechtenstein, conte di Rietberg (Grabs, 6 dicembre 2000).

## Ascendenza
|                                               |                                                  |                                                      | Genitori                                 |  |  | Nonni |  |  | Bisnonni                |  |  | Trisnonni                 |  |
|                                               |                                                  |                                                      |                                          |  |  |       |  |  | Luigi del Liechtenstein |  |  | Alfredo del Liechtenstein |  |
|                                               |                                                  |                                                      |                                          |  |  |       |  |  | Luigi del Liechtenstein |  |  | Alfredo del Liechtenstein |  |
|                                               |                                                  | Enrichetta del Liechtenstein                         |                                          |  |  |       |  |  | Luigi del Liechtenstein |  |  |                           |  |
| Francesco Giuseppe II del Liechtenstein       |                                                  |                                                      |                                          |  |  |       |  |  | Luigi del Liechtenstein |  |  |                           |  |
|                                               |                                                  | Elisabetta Amalia d'Asburgo-Lorena                   | Carlo Ludovico d'Asburgo-Lorena          |  |  |       |  |  |                         |  |  |                           |  |
|                                               |                                                  | Elisabetta Amalia d'Asburgo-Lorena                   | Carlo Ludovico d'Asburgo-Lorena          |  |  |       |  |  |                         |  |  |                           |  |
|                                               |                                                  | Elisabetta Amalia d'Asburgo-Lorena                   | Maria Teresa di Braganza                 |  |  |       |  |  |                         |  |  |                           |  |
| Giovanni Adamo II del Liechtenstein           |                                                  | Elisabetta Amalia d'Asburgo-Lorena                   |                                          |  |  |       |  |  |                         |  |  |                           |  |
|                                               |                                                  | Ferdinand von Wilczek                                | Johann Nepomuk von Wilczek               |  |  |       |  |  |                         |  |  |                           |  |
|                                               |                                                  | Ferdinand von Wilczek                                | Johann Nepomuk von Wilczek               |  |  |       |  |  |                         |  |  |                           |  |
|                                               |                                                  | Ferdinand von Wilczek                                | Elisabeth Kinsky von Wchinitz und Tettau |  |  |       |  |  |                         |  |  |                           |  |
| Giorgina di Wilczek                           |                                                  | Ferdinand von Wilczek                                |                                          |  |  |       |  |  |                         |  |  |                           |  |
|                                               |                                                  | Nora Kinsky von Wchinitz und Tettau                  | Zdenko Kinsky von Wchinitz und Tettau    |  |  |       |  |  |                         |  |  |                           |  |
|                                               |                                                  | Nora Kinsky von Wchinitz und Tettau                  | Zdenko Kinsky von Wchinitz und Tettau    |  |  |       |  |  |                         |  |  |                           |  |
|                                               |                                                  | Nora Kinsky von Wchinitz und Tettau                  | Georgina Festetics de Tolna              |  |  |       |  |  |                         |  |  |                           |  |
| Luigi del Liechtenstein                       |                                                  | Nora Kinsky von Wchinitz und Tettau                  |                                          |  |  |       |  |  |                         |  |  |                           |  |
|                                               | Ferdinand Vincenz Kinsky von Wchinitz und Tettau | Ferdinand Bonaventura Kinsky von Wchinitz und Tettau |                                          |  |  |       |  |  |                         |  |  |                           |  |
|                                               | Ferdinand Vincenz Kinsky von Wchinitz und Tettau | Ferdinand Bonaventura Kinsky von Wchinitz und Tettau |                                          |  |  |       |  |  |                         |  |  |                           |  |
|                                               | Ferdinand Vincenz Kinsky von Wchinitz und Tettau | Marie von und zu Liechtenstein                       |                                          |  |  |       |  |  |                         |  |  |                           |  |
| Ferdinand Carl Kinsky von Wchinitz und Tettau | Ferdinand Vincenz Kinsky von Wchinitz und Tettau |                                                      |                                          |  |  |       |  |  |                         |  |  |                           |  |
|                                               |                                                  | Aglaë von Auersperg                                  | Adolf von Auersperg                      |  |  |       |  |  |                         |  |  |                           |  |
|                                               |                                                  | Aglaë von Auersperg                                  | Adolf von Auersperg                      |  |  |       |  |  |                         |  |  |                           |  |
|                                               |                                                  | Aglaë von Auersperg                                  | Johanna Festetics de Tolna               |  |  |       |  |  |                         |  |  |                           |  |
| Marie Kinsky von Wchinitz und Tettau          |                                                  | Aglaë von Auersperg                                  |                                          |  |  |       |  |  |                         |  |  |                           |  |
|                                               |                                                  | Eugen von Ledebur-Wicheln                            | Johann von Ledebur-Wicheln               |  |  |       |  |  |                         |  |  |                           |  |
|                                               |                                                  | Eugen von Ledebur-Wicheln                            | Johann von Ledebur-Wicheln               |  |  |       |  |  |                         |  |  |                           |  |
|                                               |                                                  | Eugen von Ledebur-Wicheln                            | Karoline Czernin von und zu Chudenitz    |  |  |       |  |  |                         |  |  |                           |  |
| Henriette Caroline von Ledebur-Wicheln        |                                                  | Eugen von Ledebur-Wicheln                            |                                          |  |  |       |  |  |                         |  |  |                           |  |
|                                               |                                                  | Eleonore Larisch von Moennich                        | Heinrich Larisch von Moennich            |  |  |       |  |  |                         |  |  |                           |  |
|                                               |                                                  | Eleonore Larisch von Moennich                        | Heinrich Larisch von Moennich            |  |  |       |  |  |                         |  |  |                           |  |
|                                               |                                                  | Eleonore Larisch von Moennich                        | Henriette Larisch von Mönnich            |  |  |       |  |  |                         |  |  |                           |  |
|                                               |                                                  | Eleonore Larisch von Moennich                        |                                          |  |  |       |  |  |                         |  |  |                           |  |